# Gymnosperma glutinosum
Gymnosperma glutinosum es una especie de plantas con flores perteneciente a la familia de las asteráceas.

## Descripción
Es una planta que alcanza un tamaño de 1 m de altura, cuyos tallos exudan un material pegajoso. Las hojas son angostas y las flores, de color amarillo pálido, se encuentran en cabezuelas sobre las puntas de la planta.

## Distribución y hábitat
Originaria de América boreal, austral y occidental. Presente en clima templado, entre los 2250 y los 3000 m s. n. m. donde está asociada a bosques de encino, de pino, mixto de encino-pino y pino-encino.

## Propiedades
Es una planta utilizada en el Estado de México, Durango y Guanajuato para tratar el reumatismo. Cuando hay dolencia de los pies, las hojas frescas se colocan dentro de los zapatos a usar; o las ramas se sumergen en alcohol y se dejan reposar durante tres días, con este macerado se frotan los pies diariamente.
En Puebla, su aplicación medicinal abarca las siguientes enfermedades: el dolor de cabeza, contra el cual se muelen las yemas de xínecuite (G. glutinosum), chichiuia (Gonolobus uniflorus) y romero (Salvia rosmarinus) y se colocan en la frente a manera de emplasto, amarrados a la cabeza.
Historia
En el siglo XVI, Martín de la Cruz la señala como pectoral. A inicios del siglo XX, el Instituto Médico Nacional describe los usos siguientes: como diurético, antipalúdico, digitálico y antiséptico. Posteriormente, Maximino Martínez la menciona como: antidiarreico, antirreumático, cicatrizante y regenerativo: vulnerario y analgésico. Luis Cabrera de Córdoba reporta su uso como diurético y vasodilatador coronario. Finalmente, la Sociedad Farmacéutica de México la refiere como digitálico.

## Taxonomía
Gymnosperma glutinosum fue descrita por (Spreng.) Less. y publicado en Synopsis Generum Compositarum 194. 1832.
Sinonimia
- Baccharis fasciculosa Klatt
- Baccharis glutinosa (Spreng.) Hook. & Arn.
- Baccharis pingraea Nutt.
- Gymnosperma corymbosum DC.
- Gymnosperma multiflorum DC.
- Gymnosperma scoparium DC.
- Selloa glutinosa Spreng.
- Selloa multiflora Kuntze
- Selloa scoparia Kuntze
- Xanthocephalum glutinosum (Spreng.) Shinners[4]

## Nombre común
Tatalencho, escobilla, jarilla, pegarrosa.